# 亚伯拉罕·门德尔松·巴托尔迪

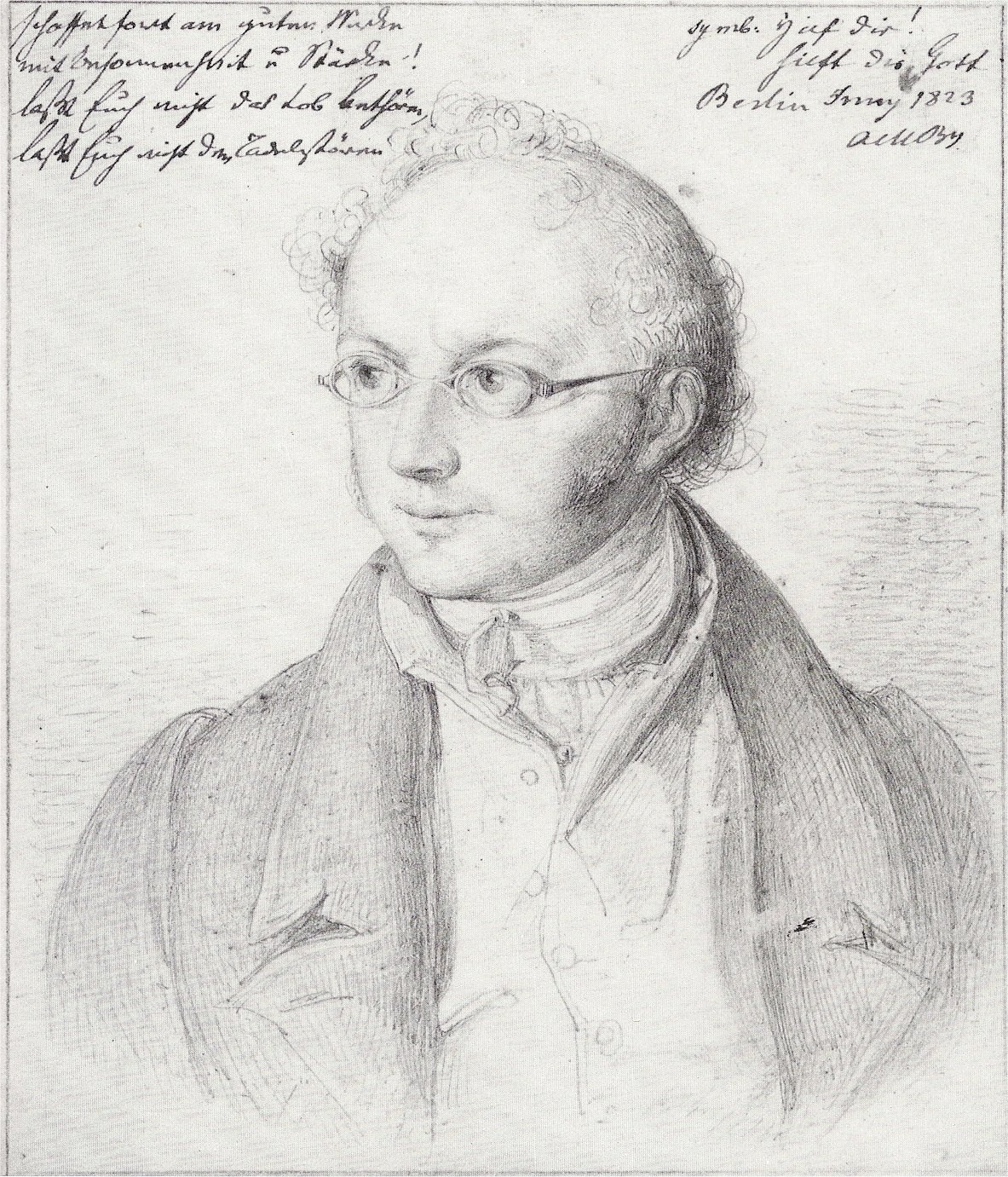
亚伯拉罕·门德尔松·巴托尔迪，由其女婿威廉·亨泽尔绘

亚伯拉罕·恩斯特·门德尔松·巴托尔迪（德語：Abraham Ernst Mendelssohn Bartholdy，1776年10月10日—1835年11月19日），出生时名为亚伯拉罕·门德尔松，德国银行家、慈善家（philanthropist）。费利克斯·门德尔松、丽贝卡·门德尔松、保罗·门德尔松与范妮·门德尔松的父亲。 

## 早年生活
亚伯拉罕出生于柏林并在此逝世，他是哲学家摩西·门德尔松的儿子。他自己可能对一个朋友说：「之前我是一个著名父亲的儿子，现在我是一个著名儿子的父亲。」
1786年摩西·门德尔松去世时，门德尔松家族已经形成并十分富有。根据其父摩西关于德国犹太人应同时融入德国文化及犹太文化的思想，亚伯拉罕接受了通识教育。他是成立于1792年的犹太教改革派组织友人会（Gesellschaft der Freunde）的创始会员之一，同时也是于1793年创办的柏林声乐学院的其中一名成员。1796年，其未来的妻子、丹尼尔·伊齐希的孙女莱娅·萨洛蒙也加入了学院，但他们可能在此之前早已见过。 
1797年亚伯拉罕应兄长约瑟夫的要求前往巴黎学习金融，后者与丹尼尔·伊齐希的孙子、摩西·弗里德伦德尔一同成立了门德尔松与关联的弗里德伦德尔银行。法国的生活对亚伯拉罕没有吸引力。1804年，他在汉堡娶莱娅为妻。在这里他管理一间家族银行的办公室。在此期间，他似乎通过莱娅与音乐家格奥尔格·珀尔肖（Georg Poelchau）熟识，获得了C. P. E. 巴赫的一些手稿（珀尔肖为巴赫的遗嘱执行人）。亚伯拉罕将这些手稿给了他的姑妈，即音乐家萨拉·莱维，她立刻将这些手稿捐给了合唱协会。 

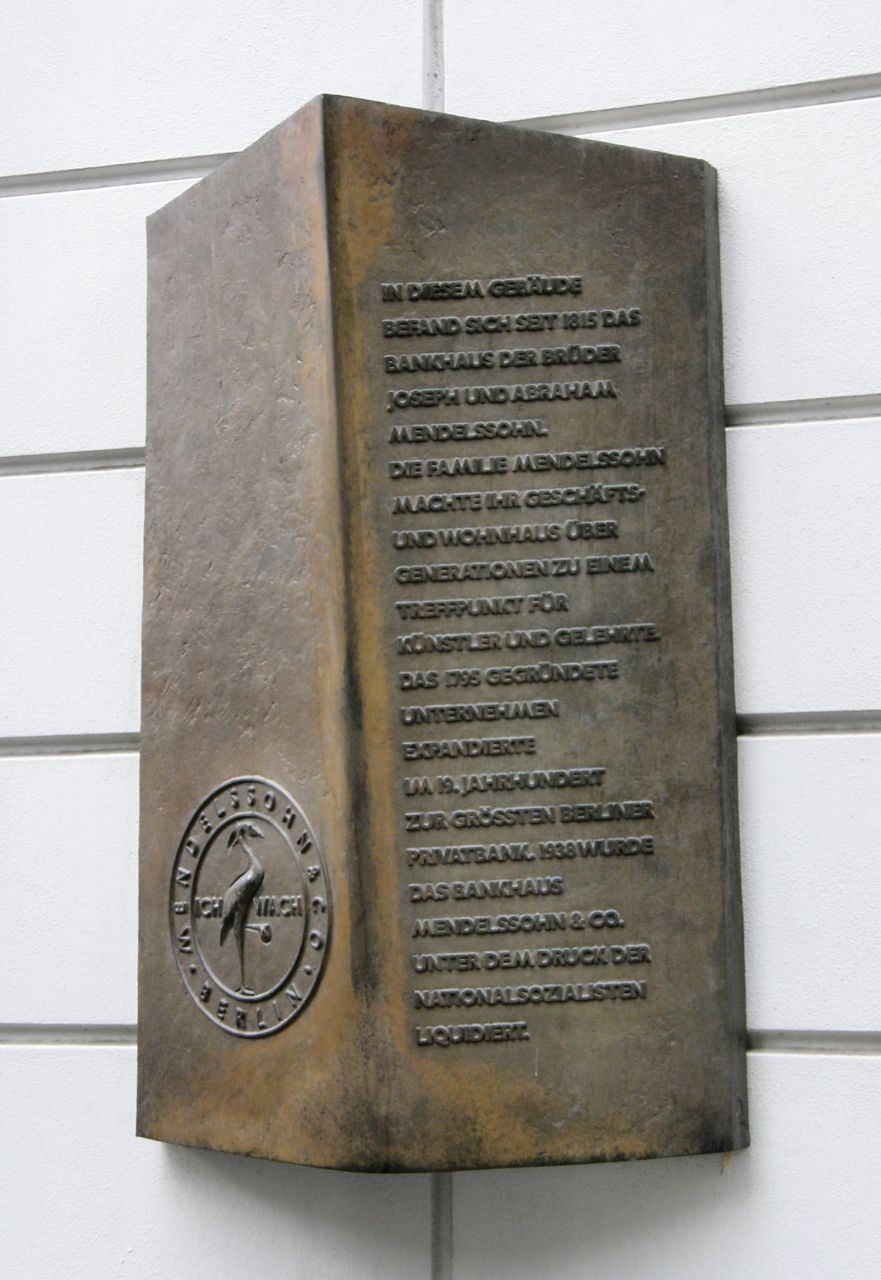
门德尔松银行的纪念牌，位于柏林猎手街51号

1804年，亚伯拉罕·成为其哥哥约瑟夫的银行公司的合伙人。 合作持续到1822年。 这家私人银行后来改名为门德尔松银行，从1815年起就在柏林的猎手街办公，直到1938年在纳粹的压力下被清算合并。

## 柏林生活
1811年，法国占领汉堡，该地的贸易开始衰微。亚伯拉罕和他的家庭不得不回到柏林。生于1809年的儿子费利克斯，以及生于1805年的长女范妮都在音乐方面展现天赋。亚伯拉罕对他们加以鼓励，尽管出于传统观念，他认为这对儿子来说可以作为自己的职业，而对女儿来说只是一种消遣。他委托卡尔·弗雷德里希·策尔特向费利克斯教授课程，前者在1801年成为了声乐协会的指挥。后来，他聘请钢琴家伊格纳兹·莫谢莱斯给孩子们上课，从此莫谢莱斯与这个家庭保持长久的联系。1829年，当费利克斯首次访问英格兰时，亚伯拉罕委托莫谢莱斯照顾他；前往伦敦时，莫谢莱斯一直在费利克斯身边。亚伯拉罕在柏林的家常常是音乐会的举办地。在许多半家庭场合中，费利克斯和范妮常常自己演奏，费利克斯的许多早期作品都曾在此演奏。 
亚伯拉罕和莱娅还有另外两个孩子：丽贝卡（生于1811年），嫁数学家彼得·古斯塔夫·勒热纳·狄利克雷为夫；银行家保罗（生于1812年）。1825年亚伯拉罕当选为柏林的一位镇议员。 

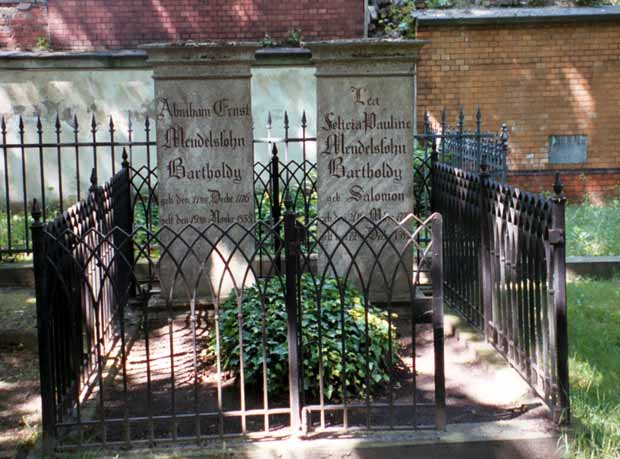
亚伯拉罕与莱娅之墓

亚伯拉罕和他的妻子被埋葬在他们三个孩子的墓附近，他们的坟墓仍保留在柏林三一教堂公墓中。 

## 对犹太教的态度
亚伯拉罕对他的犹太血统毫不认同。他认为犹太教的时代已经结束，是时候开始学会融入德国社会。为此他和妻子大胆地决定不让儿子费利克斯和保罗分别在他们1809年和1812年出生后进行宗教割礼，尽管这引起了同其妻子母亲的争论。他进一步接受了妻子的兄弟雅克布的建议更改他的姓氏。雅克布在继承了一笔财产后采用了巴托尔迪这个姓，建议亚伯拉罕也选择该姓。正如后来写给费利克斯的信一样，由于其父摩西·门德尔松的名声，他敦促儿子放弃门德尔松的姓，使用巴托尔迪：“基督徒门德尔松不应再成为一个犹太孔子了。”尽管如此，费利克斯仍然使用两个姓，并且对外他更倾向使用“门德尔松”。亚伯拉罕的孩子们是没有宗教教育的生活中长大的，他们都于1816年受洗。亚伯拉罕与莱娅于1822年10月4日在美因河畔法兰克福的加尔文主义教堂法国归正教堂受洗。因此他们与柏林的亲戚朋友的宗教信仰相去甚远。后来费利克斯与该教堂牧师女儿结婚。 

## 资料来源
- Sebastian Hensel, tr. Carl Klingemann ‘’The Mendelssohn Family 1729–1847’’, 4th ed. 2 vols, London 1884